# Xenophrys wawuensis
Xenophrys wawuensis är en groddjursart som först beskrevs av Fei, Jiang, Zheng in Fei och Ye 200.  Xenophrys wawuensis ingår i släktet Xenophrys och familjen Megophryidae. IUCN kategoriserar arten globalt som otillräckligt studerad. Inga underarter finns listade i Catalogue of Life.